# 法国地中海奖
法国地中海奖（Prix Méditerranée）是一项法国文学奖。 它由法国地中海文学中心 (CML) 于1984年设立，旨在促进地中海周边众多国家之间的文化互动。每年颁发两个奖项，即Prix Méditerranée和 Prix Méditerranée Étranger（海外地中海奖），后者颁给作品被译为法语、来自地中海地区的作家。

## 外部鏈接
- Description in French literary awards website （页面存档备份，存于）